# Алі Сміт
Алі Сміт (англ. Ali Smith, нар. 24 серпня 1962, Інвернесс, Шотландія) — шотландська письменниця, драматург та журналістка.

## Біографія
Сміт народилася в Інвернессі 24 серпня 1962 року в робітничій родині Енн і Дональда Смітів. З 1967 по 1974 рік відвідувала початкову школу St. Joseph's RC Primary, згодом пішла в Інвернесську середню школу, яку закінчила 1980 року.
З 1980 по 1985 рік Сміт вивчала англійську мову та літературу в Університеті Абердіна, була першою у своєму класі 1982 року та посіла перше місце з англійської 1984 року. У 1984 році вона отримала університетську поетичну премію імені Боббі Ейткена.
З 1985 по 1990 рік відвідувала кембрідзький Ньюнгем коледж, готувала докторську дисертацію з американського та ірландського модернізму. Під час навчання в Кембриджі вона почала писати п'єси, припинила навчання і докторський ступінь не отримала.
Сміт переїхала 1990 року до Единбурга і працювала викладачем шотландської, англійської та американської літератури в університеті Стратклайда, але 1992 року залишила роботу, оскільки страждала від синдрому хронічної втоми, повернулася до Кембриджа і зосередилась на письменництві та оглядах художньої літератури для газети The Scotsman.
1995 року вийшла друком її перша книга «Free Love and Other Stories», збірка з 12 оповідань, яка отримала нагороду «Перша книга року» від Saltire та книжкову нагороду Шотландської ради мистецтв.
Алі Сміт пише статті для The Guardian, The Scotsman, New Statesman і Times Literary Supplement.

### Романи
- 1997 «Like»
- 2001 «Hotel World»
- 2005 «The Accidental»
- 2007 «Girl Meets Boy»
- 2011 «There But For The»
- 2012 «Artful»
- 2014 «How to Be Both»
- 2016 «Autumn»
- 2017 «Winter»
- 2019 «Spring»
- 2020 «Summer»
- 2022 «Companion Piece»

### Збірки оповідань
- 1995 «Free Love and Other Stories»
- 1999 «Other Stories and Other Stories»
- 2003 «The Whole Story and Other Stories»
- 2008 «The First Person and Other Stories»
- 2015 «Public Library and Other Stories»

### П'єси
- 1986 «Stalemate», непублікована, для Единбурзького фестивалю Fringe
- 1988 «The Dance», непублікована, для Единбурзького фестивалю Fringe
- 1989 «Trace of Arc», для Единбурзького фестивалю Fringe
- 1989—1990 «Daughters of England», для театрального клубу Cambridge Footlights
- 1990 «Amazons», для театрального клубу Cambridge Footlights
- 1990 «Comic», непублікована, для Единбурзького фестивалю Fringe
- 2001 «The Seer»
- 2005 «Just»

## Визнання
2007 року Сміт була обрана членом Королівського літературного товариства.
Командор Ордена Британської імперії (CBE) 2015 року за заслуги в літературі.
2019 року отримала звання Почесного доктора Університету Ньюкасла.

### Літературні премії
- Encore Award 2002 за роман «Hotel World»[12]
- Премія Коста (Costa Book Awards) 2005 за роман «The Accidental»[13]
- Читацький вибір Diva magazine Книга року 2007 роман «Girl Meets Boy»[14]
- Премія Ради мистецтв Шотландії «Сонячний годинник» 2007 за роман «Girl Meets Boy»[15]
- Премія Коста (Costa Book Awards) 2014 за роман «How to Be Both»[16]
- Премія Орвелла 2021 за роман «Summer»[17][18]
- Австрійська державна премія з європейської літератури 2022[19]

## Переклади українською
- Алі Сміт. Як бути двома; пер. з англ. Ганна Яновська — Харків: Фабула, 2018. — 336 с. ISBN 978-617-09-3387-4
- Алі Сміт. Готель Світ; пер. з англ. Яна Сєрая — Харків: Фабула, 2019. — 224 с. ISBN 978-617-09-5040-6